# Myrmecaelurus medius
Myrmecaelurus medius är en insektsart som beskrevs av Navás 1913. Myrmecaelurus medius ingår i släktet Myrmecaelurus och familjen myrlejonsländor. Inga underarter finns listade i Catalogue of Life.